# 道民カレッジ「ほっかいどう学」大学放送講座
道民カレッジ「ほっかいどう学」大学放送講座（どうみんカレッジ ほっかいどうがく だいがくほうそうこうざ）は、北海道教育委員会の生涯学習事業である「道民カレッジ」の主催講座として制作された教育番組（テレビ番組）である。2001年から2013年まで北海道放送（HBC）で放送され、2006年からはインターネットでの配信も行われる。

## 概要
- この番組は北海道教育委員会の生涯学習事業である「道民カレッジ」の主催講座として制作された教育番組（テレビ番組）であり、毎年度6～8回程度、1回30分で北海道放送から主に秋季に放送される。「北海道について現在を見つめ、過去を知り、未来のあり方を考える」を講座のテーマとし、北海道の総合的施策、文化と歴史、自然と環境、産業、生活、芸術、スポーツ、地域づくりの方法に関する内容について毎回北海道内の各大学から講師が招かれ講義を行う。

- 2006年度から専用動画配信サイト「ほっかいどう学BB」でインターネット配信も行われるようになる[1]。視聴期間は開催年度の10月から翌年度の9月までとなっており、誰でも視聴することができる。[2]

- この番組にはテキストが用意されており、道民カレッジ事務局から直接購入することができる。但し、正式な出版物ではないため書店で購入することはできない。

- 道民カレッジの登録者で称号の取得を目指す者はテキストについてくる専用のレポート用紙を使用してレポートを作成し、道民カレッジ事務局に送付することにより必修単位が認定される。

- 2013年度の放送日時は10月5日～11月16日までの毎週土曜日午前5時～5時30分であり、再放送も行われた。

- 2014年度からインターネット上のコンテンツとして提供されるため、2013年度をもって地上波による放送を終了した。[3]

## 放送された番組一覧
過去に放送された番組は下記の通りである。　[表示]をクリックすると一覧を表示

### 講座の担当大学
- 北海道大学
- 北海道医療大学
- 北海道薬科大学
- 北海道工業大学

- 北海道情報大学
- 札幌大学
- 札幌医科大学
- 北海道教育大学

- 東京農業大学
- 北海道武蔵女子短期大学
- 旭川大学
- 北翔大学

- 東海大学
- 北海学園大学
- 札幌国際大学